# Павільйон Траяна
24°01′30″ пн. ш. 32°53′05″ сх. д. / 24.0251° пн. ш. 32.8846° сх. д.
Павільйон Траяна, також відомий як ліжко фараона (араб. سرير فرعون ) - гіпаетральний храм, який зараз розташований на острові Агілкія в південному Єгипті. Незавершений пам’ятник приписується Траяну, римському імператору з 98 по 117 рік нашої ери, через його зображення як фараона на деяких внутрішніх рельєфах. Однак більшість споруд датується більш раннім часом, можливо, до правління Августа. 

## Опис
Спочатку храм був побудований на острові Філе, поблизу нижньої Асуанської греблі, і служив головним входом до храмового комплексу острова Філе з річки Ніл. У 1960-х роках ЮНЕСКО перенесла його на острів Агіліка, щоб врятувати його від підняття вод Нілу після будівництва Асуанської греблі.
Це 15-x-20 метровий павільйон, 15,85 метрів заввишки. Його чотири на п’ять колони несуть «різні, розкішно структуровані композитні капітелі».
Сьогодні споруда без даху , але розетки в архітравах споруди свідчать про те, що її дах був зроблений з дерева. Три 12,50-метрові ферми, імовірно, трикутні, «які були вставлені в виступ на задній частині кам’яної архітектури, несли трохи склепінчастий дах». Усі чотирнадцять колон з’єднані екранованою стіною, з входами на східному та західному фасадах. Ця будівля є прикладом незвичайного поєднання дерева та каменю в одній архітектурній споруді для єгипетського храму.

## Галерея

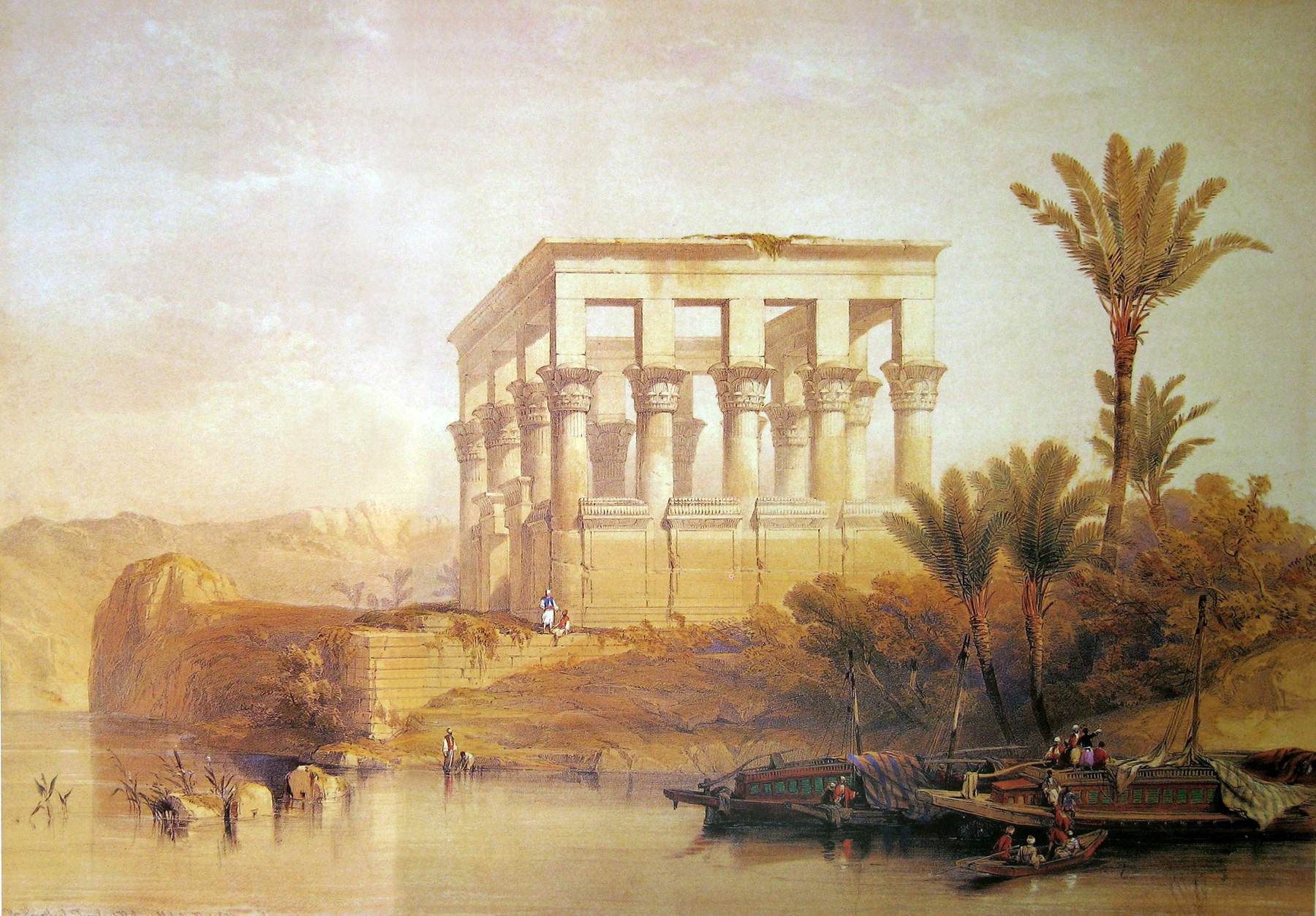
Гіпаетральний храм Філ, Девід Робертс, 1838 р.
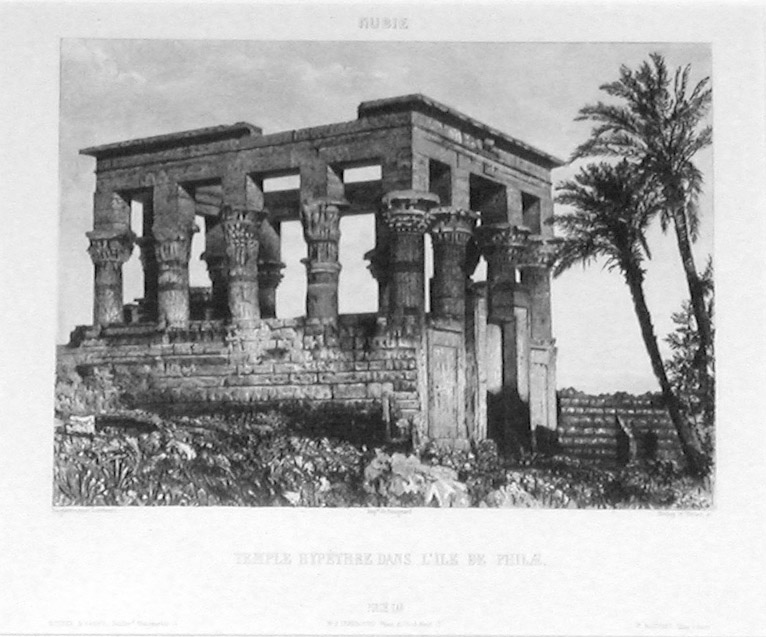
Павільйон у грудні 1839 року, П'єр-Гюстав Жолі де Лотбіньєр
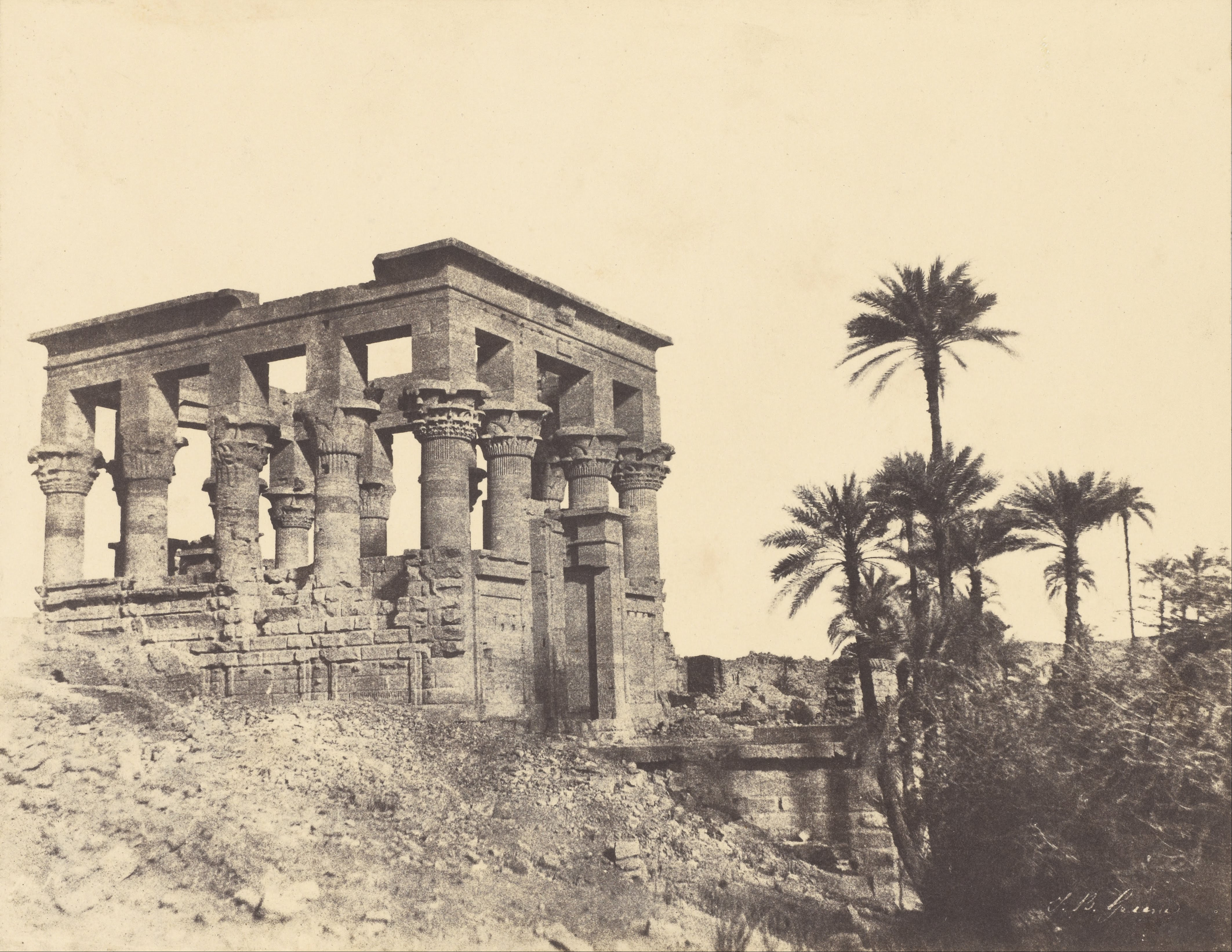
Павільйон 1854 року, Джон Бізлі Грін
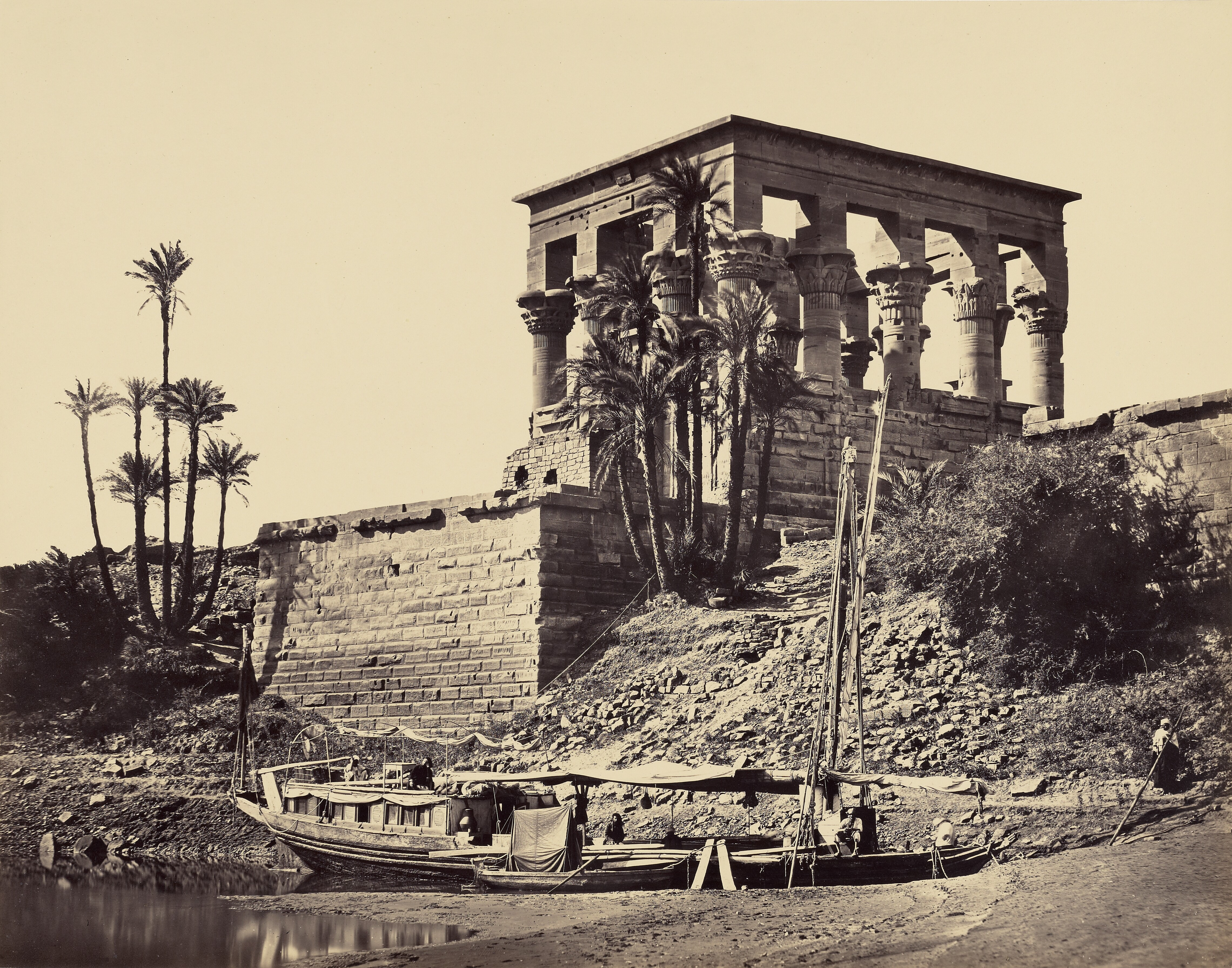
Гіпаетральний храм, Філи, Френсіс Фріт, 1857; Національні галереї Шотландії